# Geassocieerde Pers Diensten
Die Geassocieerde Pers Diensten (GPD) war eine niederländische Nachrichtenagentur mit Sitz in Den Haag. Beliefert wurden im Gegensatz zu der anderen Nachrichtenagentur des Landes ANP ausschließlich Regionalzeitungen in den Niederlanden und Flandern. Neben allgemeinen Nachrichten wurden auch Hintergrundberichte zu Wirtschaft, Sport, Kunst, Medien, Unterhaltung und Konsum in Wort und Bild geliefert. Die Agentur beschäftigte etwa 80 Redakteure und hatte 19 Auslandskorrespondenten.
Vorläufer der GPD waren die 1936 von den Direktoren einiger Regionalzeitungen gegründete „Vereeniging voor de Groote Provinciale Dagbladen“ (später in „Gemeenschappelijke Pers Dienst“ umbenannt) und die 1964 gegründete „Stichting Pers Unie“, die ursprünglich ausschließlich katholische Zeitungen umfasste. Am 1. Januar 1994 entstand durch die Fusion beider Pressedienste die neue Nachrichtenagentur und erhielt ihren heutigen Namen.
Der Agentur waren folgende Zeitungen angeschlossen:
Flandern:
- Het Belang van Limburg
- Gazet van Antwerpen

Niederlande:
- BN/De Stem
- Brabants Dagblad
- Dagblad De Limburger
- Dagblad van het Noorden
- Eindhovens Dagblad
- de Gelderlander
- De Gooi- en Eemlander
- Haarlems Dagblad
- Leeuwarder Courant
- Leidsch Dagblad
- Limburgs Dagblad
- Nederlands Dagblad
- Noordhollands Dagblad
- Het Parool
- Provinciale Zeeuwse Courant
- De Stentor
- De Twentsche Courant Tubantia

Die GPD stellte ihre Geschäftstätigkeit am 1. Januar 2013 ein, als sie ihren Vertrag zur Lieferung von Nachrichten an das Medienunternehmen Wegener verlor.